# Kazimierz Wiłkomirski
Kazimierz Wiłkomirski (* 1. September 1900 in Moskau; † 7. März 1995 in Warschau) war ein polnischer Cellist, Dirigent, Komponist und Musikpädagoge.

## Leben
Der Sohn von Alfred Wiłkomirski studierte am Moskauer Konservatorium Cello bei Alfred von Glehn und nahm privaten Kompositionsunterricht bei Boleslaw Jaworski. Von 1919 bis 1923 besuchte er am Warschauer Konservatorium die Kompositionsklasse von Roman Statkowski und studierte Dirigieren bei Emil Młynarski. Daneben war er von 1919 bis 1921 Cellist im Orchester der Warschauer Oper.
1924 wurde er Erster Cellist beim Philharmonieorchester Łódź, von 1925 bis 1929 unterrichtete er am Konservatorium der Stadt. Zwischen 1926 und 1934 war er Erster Cellist und Dirigent der Warschauer Philharmoniker. Als Stipendiat der Kulturstiftung nahm er 1932–1935 Kurse bei Hermann Scherchen. Von 1934 bis zum Beginn des Zweiten Weltkrieges war er Direktor des Konservatoriums Gdańsk.
Nach dem Krieg wurde er Rektor und Professor für Dirigieren an der Staatlichen Musikhochschule in Łódź. Zwischen 1947 und 1952 wirkte er als Direktor der Staatlichen Philharmonie und Oper in Breslau, außerdem von 1950 bis 1952 als Dekan der Musikhochschule der Stadt. Danach kehrte er nach Gdańsk zurück und wurde Direktor der Staatlichen Oper und Philharmonie und Professor an der Musikhochschule der Stadt. Ab 1957 lebte er in Wrocław und wirkte dort ab 1961 als künstlerischer Leiter und Dirigent an der Staatlichen Oper und als Dirigent des Philharmonieorchesters. Von 1963 bis zu seiner Pensionierung unterrichtete er Kammermusik an der Staatlichen Musikhochschule in Warschau.

## Werke
- Dwa preludia für Cello und Klavier, 1918
- Scherzo für Cello und Klavier, 1918
- Ballada für Cello und Klavier, 1918
- Sonata für Violine und Klavier, 1919
- Sonata für Klavier, 1920
- Symfonia, 1922
- Requiem für Solostimmen, Chor und Orchester, 1923
- Poemat, Vokalise für Cello und Klavier, 1924
- Ballada für Violine und Klavier, 1926
- Jungfrau, sinfonische Dichtung für Stimme und Orchester, 1930
- Msza für Solostimmen, Chor und Orgel, 1937
- Kwartet smyczkowy, Streichquartett, 1942
- Aria für Cello und Klavier, 1943
- Suita kaszubska für Blasorchester, 1946
- Prorok, Kantate für Bariton und Orchester, 1950
- Symfonia koncertująca für Cello und Orchester, 1950
- Dwanaście etiud für Cello solo, 1950
- Kantata wrocławska für Sopran, gemischten Chor und großes Sinfonieorchester, 1951
- Cztery utwory (pedagogiczne) für Cello und Klavier, 1952
- Kantata gdańska für Solostimmen, gemischten Chor und Sinfonieorchester, 1955
- Kantata o św. Jacku für Solostimmen, gemischten Chor und Sinfonieorchester, 1957
- Kwartet für vier Celli, 1961
- Wołanie moje für Stimme und Klavier, 1962